# 大西敦之
大西 敦之（おおにし あつし、2000年〈平成12年〉7月7日 - ）は、福岡県出身のタレント。主にInstagram、YouTubeで活動する。

## 略歴
2018年7月10日よりAbemaTVにて放送された「恋する♥週末ホームステイ　Season 5」に博多男子として出演し、れな（白川玲奈）にアプローチを続け、最終回で告白し、交際に至る。その後もAbemaTVにて放送された「イマっぽTV」等に出演。
2018年12月にDa-iCE・工藤大輝がプロデュースする『恋する♥週末ホームステイ』出演者6名で結成されたバンド「Lilac(ライラック)」へギターボーカルとして加入する。
2019年3月26日 - 幕張メッセにて開催された「超十代」にて初ステージを行う。
2019年3月27日 - 所属しているバンド、Lilacから「Hello」がリリースされる。
2019年3月 - AWAとLINEMUSICでデイリーチャート1位を獲得。
2019年12月 - メンバーを再結成したLilacに白川玲奈（Gt.）と共に続投メンバーとして再始動が発表された。
2020年2月11日 - YoutubeLiveにてHello・テレパシーを披露し、目標視聴者数1000人を超えavexよりメジャーデビューが決定する。
2020年2月19日 - 「テレパシー」「Hello ～2020～」がリリースされた。
2020年4月4日よりYoutubeアカウントを設立し、オリジナル曲の投稿や自身にまつわる動画を投稿するなど積極的に活動を行う。
2020年4月19日 - 白川玲奈のYoutubeチャンネルにて破局を報告したが、円満であるとしている。

## 人物
- 趣味は釣りやギターなど。
- 血液型はO型。
- 好きな食べ物は豚骨ラーメン。
- 小学生の頃からアーティストになりたい夢を持っていたが、小中学生の頃は人前に出るのが苦手だった。しかし高校が男子クラスであったことから目立ちたくなり、芸能への道を志す。[1]
- 中学時代は野球部に入ろうとしたが坊主が嫌で、陸上競技部に所属。長距離をしていた。
- 高校二年生の時にEXILEのオーディションを受けたものの落ちてしまう。[1]
- 好きなアーティストはゴスペラーズ。[1]

## 出演

### レギュラー
- 恋する♥週末ホームステイ　Season 5（2018年7月10日 - 9月25日、AbemaTV）
- 青春バンドワゴン Lilac from 恋ステ（2019年12月30日 -、AbemaTV）

## ディスコグラフィ
| リリース日    | 曲名         | 作詞     | 作曲     |
| ------------- | ------------ | -------- | -------- |
| 2019年3月27日 | Hello        | 工藤大輝 | 工藤大輝 |
| 2020年2月19日 | Hello ~2020~ | 工藤大輝 | 工藤大輝 |
| 2020年2月19日 | テレパシー   | 工藤大輝 | 工藤大輝 |
| 2020年9月23日 | よくばり     | 工藤大輝 | 工藤大輝 |